# Марковин, Владимир Иванович
Влади́мир Ива́нович Марко́вин (29 декабря 1922 — 23 февраля 2008, Москва) — советский и российский археолог, доктор исторических наук, занимавшийся изучением дольменов Северного Кавказа и Абхазии, художник. Заслуженный деятель науки РФ (1999).

## Биография
Учился в Харьковском художественном училище.
Окончил Литературный факультет Дагестанского педагогического института.
В 1954 году заинтересовался археологией. Окончил аспирантуру по новой специальности, защитил кандидатскую и докторскую диссертации.
В 1956—1965 годах руководил Горным (Аргунский) отрядом Северокавказской археологической экспедиции. Занимался исследованием древней и средневековой истории Чечено-Ингушетии. Проводил раскопки в Аргунском ущелье, были открыты памятники всех периодов от каменного века до позднего средневековья. Под руководством Марковина «Аргунским» отрядом были исследованы высокогорные районы республики (заповедник древнего каменного зодчества чеченцев), зафиксированы многие памятники башенной архитектуры Чечни. 98 научных трудов имеют прямое отношение к истории вайнахов. Чеченскому краеведческому музею подарил в 1993 году, более 100 своих картин на кавказские темы.
Работал в Отделе археологии бронзового века Института археологии Российской Академии Наук.
Написал около 250 научных статей и 10 монографий.
Похоронен на Хованском кладбище.
В феврале-марте 2009 года в Дагестанском музее изобразительных искусств имени П. С. Гамзатовой прошла выставка, посвящённая памяти Владимира Марковина.